# Municipio de Lincoln (condado de Winneshiek)
El municipio de Lincoln (en inglés: Lincoln Township) es un municipio ubicado en el condado de Winneshiek en el estado estadounidense de Iowa. En el año 2010 tenía una población de 665 habitantes y una densidad poblacional de 7,23 personas por km².

## Geografía
El municipio de Lincoln se encuentra ubicado en las coordenadas 43°17′35″N 92°1′4″O / 43.29306, -92.01778. Según la Oficina del Censo de los Estados Unidos, el municipio tiene una superficie total de 92.03 km², de la cual 91,77 km² corresponden a tierra firme y (0,28 %) 0,26 km² es agua.

## Demografía
Según el censo de 2010, había 665 personas residiendo en el municipio de Lincoln. La densidad de población era de 7,23 hab./km². De los 665 habitantes, el municipio de Lincoln estaba compuesto por el 99,55 % blancos y el 0,45 % eran de una mezcla de razas. Del total de la población el 0 % eran hispanos o latinos de cualquier raza.